# Meade Edward Dennis
Meade Edward Dennis, britanski general, * 6. avgust 1893, † 31. januar 1965.